# Salornay-sur-Guye
Salornay-sur-Guye település Franciaországban, Saône-et-Loire megyében. Lakosainak száma 869 fő (2022. január 1.). Salornay-sur-Guye Chérizet, Cortevaix, Flagy, Sailly, Saint-André-le-Désert, La Vineuse sur Fregande és Bonnay-Saint-Ythaire községekkel határos.

## Népesség
A település népessége az elmúlt években az alábbi módon változott:
| Lakosok száma | 841  | 857  | 877  | 864  | 872  | 874  | 873  | 871  | 869  |
|               | 2013 | 2015 | 2016 | 2017 | 2018 | 2019 | 2020 | 2021 | 2022 |